# Istituto ricerche esplosivistiche
L'Istituto Ricerche Esplosivistiche, abbreviato in IRE, è un'organizzazione no profit italiana che opera nei settori delle attività culturali e dell'ambiente, in particolare per promuovere e realizzare attività sociali e culturali per la diffusione, la promozione, lo studio e ogni altra attività connessa ai problemi scientifici, tecnici, economici e legislativi riguardanti l'esplosivistica e ogni altro settore ad essa attinente.
Nell'ambito delle proprie competenze gli esperti dell'Istituto svolgono attività di consulenza su ogni aspetto della sicurezza, intesa sia come security che come safety, correlati al D.Lgs. 81/08, D.Lgs. 334/99 (legge Seveso), al TULPS, e a tutte le problematiche inerenti ai materiali esplodenti e agli agenti chimici fisici e biologici pericolosi.

## Storia
L'IRE nasce negli anni '80 come collezione privata, con l'inizio dell'attività professionale del fondatore e attuale presidente Danilo Coppe nel Bacino Marmifero Apuano, seguito dall'impiego nelle cave per inerti da cemento e successivamente nella collaborazione con Lennart Abersten, specialista svedese che per primo deviò la lava di un vulcano (Eruzione dell'Etna del 1983) utilizzando in modo mirato l'esplosivo.
Dal 1989 Coppe svolge attività in proprio e pertanto la collezione si sviluppa per buona parte di quanto attualmente visibile al museo dell'Istituto, ampliato anche grazie a numerose donazioni da parte di privati e delle Istituzioni con cui ha collaborato.
Lo scopo principale del museo è quello di istruire il pubblico sul vero potenziale degli esplosivi, così che il pensiero comune non ne consideri esclusivamente il principale utilizzo militare, ma anche l'uso in campo civile e scientifico, dalla sicurezza quotidiana all'analisi geofisica della Terra.
Nel tempo si è sviluppato il settore didattico, per istruire gli interessati, a diversi livelli professionali.

## Attività
L'IRE promuove innanzitutto la ricerca scientifica interdisciplinare ed organizza incontri, convegni e dibattiti, seminari e manifestazioni, elaborando e promuovendo programmi di studi e ricerche per il raggiungimento e la diffusione dei propri obiettivi.
Promuove la redazione e l'edizione di libri e testi di ogni genere, nonché pubblicazioni periodiche, pubblicitarie, notiziari di vario genere, indagini, ricerche e studi bibliografici.
Svolge corsi di formazione ed aggiornamento professionale e culturale, organizzando gruppi di lavoro di livello scientifico su problemi politici e sociali, economici, educativi e culturali in genere.
Collabora a programmi e progetti per istituzioni ed enti, pubblici o privati, locali, nazionali ed internazionali, nonché con organismi, associazioni e movimenti coi quali ritenga utile instaurare rapporti per il conseguimento dei suoi obiettivi.
Opera inoltre nell'ambito delle attività di volontariato, contribuendo con mezzi propri a risolvere situazioni di emergenza relative all'esplosivistica quali la gestione di emergenze legate al ritrovamento di residuati bellici e/o di materie esplosive pericolose non identificate, all'educazione e alle attività informative extrascolastiche per la messa in guardia sul rischio di residuati bellici e fuochi d'artificio; alcuni di questi progetti sono stati realizzati in collaborazione con la Protezione Civile. La partecipazione a determinati corsi è disponibile su richiesta anche alle scuole, per approfondimenti mirati all'orientamento degli istituti tecnici o all'educazione alla sicurezza e alla prevenzione dei danni da fuochi artificiali.

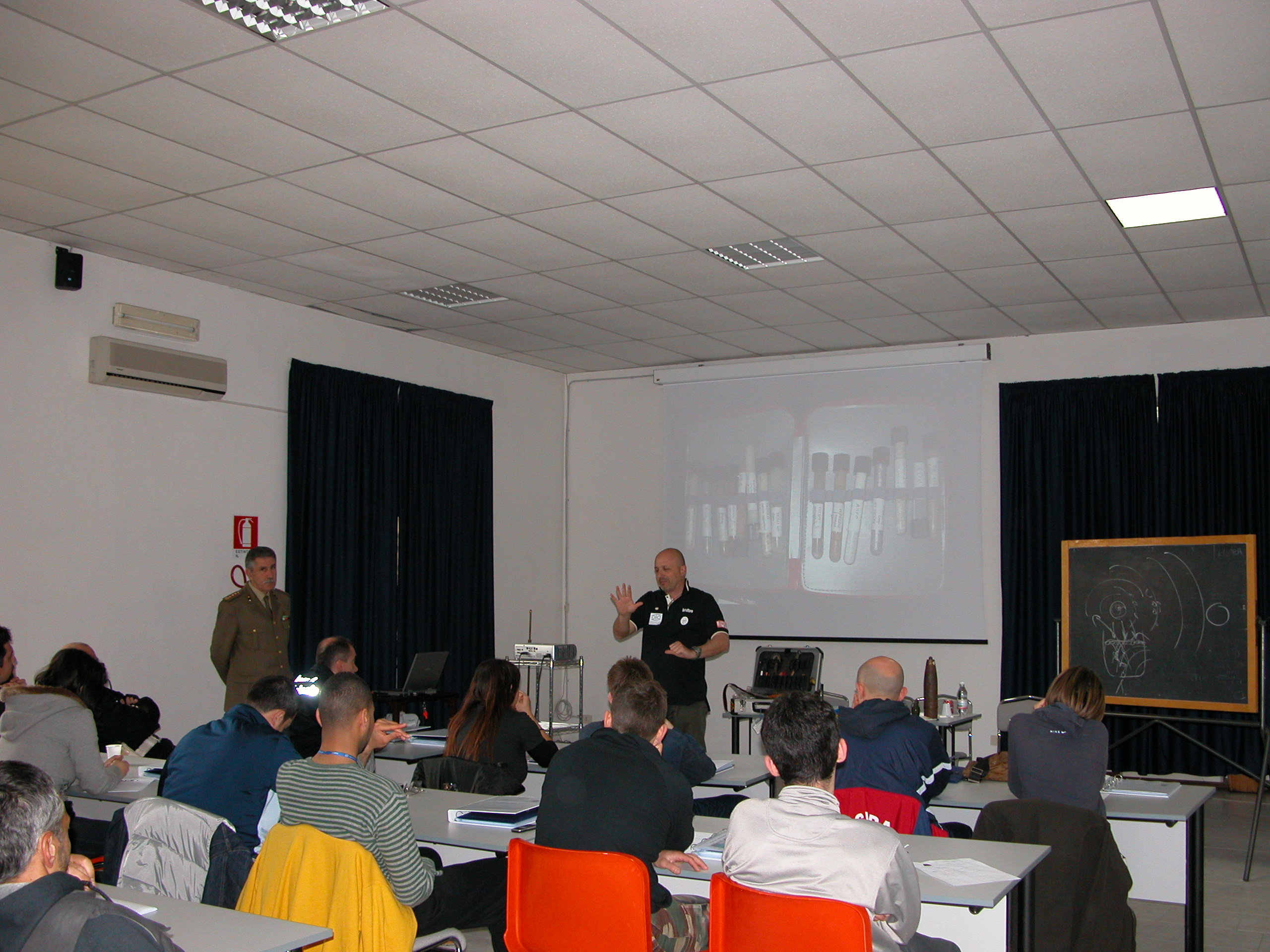
Seminario di esplosivistica tenuto a Parma dal professor Danilo Coppe

### Principali settori operativi
I principali settori operativi dell'Istituto Ricerche Esplosivistiche sono cinque: 
- la realizzazione, a ciclo continuato, di corsi di formazione riconosciuti nei settori direttamente e indirettamente connessi all'esplosivistica civile ed alla sicurezza (safety[2] e security[1]) in ambiente lavorativo, tenuti dai membri del Direttivo IRE;
- la realizzazione di perizie giudiziarie legate a eventi esplosivi o incidenti sul lavoro;
- la consulenza finalizzata alla gestione e all'inertizzazione[4] di sostanze esplodenti e altamente pericolose impiegate nell'industria e nella ricerca;
- la gestione del Museo di Esplosivistica Civile, Forense, della Sicurezza e dell'Emergenza, una raccolta che ha valenza storica, didattica e forense;
- l'attività di consulenza in campo antiterroristico.

## Serie televisiva
All'Istituto Ricerche Esplosivistiche e, in particolare all'attività del presidente Danilo Coppe, è stata dedicata una serie televisiva documentaristica chiamata Mr. Dinamite, trasmessa sul canale della rete televisiva Alpha.

## Percorso espositivo

### Primo ambiente
Oltre ad essere la sala conferenze, il primo ambiente espositivo espone cimeli legati all'esplosivistica civile e forense quali attrezzature dell'antico e moderno minatore e reperti di indagini svolte da IRE in collaborazione con i RIS e la Polizia Scientifica.

Esempi di materiali esposti: dotazioni degli antichi minatori fra cui elmetti di ogni genere ed epoca (lampade a olio o petrolio, coltellini e pinze “stringi capsule”, una serie di “trombe” di segnalazione per avvisare dell’imminente esplosione controllata, un antico kit di perforazione della roccia, costituito dalla “barramina”, mazze, “nettamine”, ecc.), detonatori, scatole di detonatori, esploditori di tutte le epoche e provenienze, scatole di latta di polvere da caccia di tutte le epoche, prova-circuiti per il tiro elettrico delle mine, dispositivi di sicurezza navale (fuochi a mano, bengala, razzi paracadute, lancia sagole), dispositivi di sicurezza automobilistica (airbag e pretensionatori), diamanti industriali fabbricati con l'esplosivo.

### Secondo ambiente
Il secondo ambiente è dedicato all'esplosivistica militare e ai principali dispositivi esplosivi industriali (EOD) con loro rappresentazioni didattiche e sezioni, il tutto inertizzato a norma di legge. Questo ambiente è stato dedicato all'ingegnere Giorgio Citran, cultore di materia che ha lavorato per decenni nell'industria dell'esplosivo civile e militare.

Esempi di materiali esposti: tutti i tipi di bomba a mano, bombe da fucile, mine antiuomo, mine anticarro, razzi, lanciarazzi, spolette e proiettili di artiglieria.

### Terzo ambiente
Il terzo ambiente riguarda la pirotecnica e il materiale grafico relativo agli esplosivi con oggetti raffigurativi di tutti gli esistenti fuochi d'artificio e opere d'arte che hanno come tema esplosivi o esplosioni, nonché oggetti di uso quotidiano che rimandano alle esplosioni. Questo ambiente è stato dedicato all'ingegnere minerario Pietro Ballestrazzi, che attraverso l'ANIM ("Associazione Nazionale Ingegneri Minerari") ha sostenuto assiduamente l'esplosivistica civile.

Esempi di materiali esposti: sfere e cilindri pirotecnici, console per l'attivazione e comando dei fuochi di artificio, giocattoli pirotecnici.

### Quarto ambiente
Il quarto ambiente espone attrezzature della disciplina NBC ("Nucleare Batteriologico Chimico") e una campionatura legata alla balistica forense. È inoltre presente una collezione di minerali e fossili perlopiù ritrovati a seguito di brillamenti di roccia finalizzati alla coltivazione di cave e miniere o al disgaggio di masse rocciose pericolanti.

Esempi di materiali esposti: sono inoltre presenti svariati tipi di maschere antigas, contatori geyser e reagentari militari.

### Quinto ambiente
Nel quinto ambiente sono presenti attrezzature legate all'antiterrorismo esplosivo.

Esempi di materiali esposti: robot anti IED, tute anti esplosione, coperte e protezioni in materiali antiproiettile (come il kevlar), kit delle attrezzature anti-sabotaggio.

#### Altro
L'Istituto ha brevettato un tubolare esplosivo per combattere gli incendi boschivi del quale è presente un prototipo espositivo.
È anche possibile osservare macchine per la fabbricazione di micce, simulacri di ordigni storici, plastici di addestramento militare per le operazioni di sabotaggio e una raccolta di icone (dipinti, statue e monili) relative a santa Barbara, protettrice di tutti coloro che hanno a che fare con fuoco o esplosioni.

## Dotazioni dell'istituto
L'istituto detiene numerose attrezzature spesso prestate a titolo gratuito alle Istituzioni che ne fanno richiesta:
- telecamere ad alta velocità per le riprese in slow-motion di esplosioni;
- sensori per la misurazione delle onde di sovrappressione[11] generate dalle esplosioni stesse;
- Metal Detectors sofisticati per la ricerca e bonifica di ordigni bellici;
- strumenti di diagnostica per tutte le categorie di esplosivi;
- apparati di controllo atti a individuare eventuali buste o pacchi pericolosi in luoghi sensibili[12];
- un portale per il controllo di accesso di pubblico all'interno di locali sensibili;
- bilance di precisione per la misurazione di tipo forense su reperti esplosivi.

Il museo possiede inoltre una vasta biblioteca-archivio sull'esplosivistica civile e militare e di criminalistica, all'interno della quale è possibile trovare documenti e opere originali di Cesare Lombroso, Enrico Ferri, Ascanio Sobrero e altri padri dell'esplosivistica.

## Collaborazioni internazionali
L'istituto ha avuto tre incarichi dalla Commissione Europea per ricerche in ambito antiterroristico e della sicurezza:
- il progetto ABVERC (Building vulnerability in relation to terrorist attacks with explosives) che tratta le difese da attacchi terroristici con esplosivi;
- il progetto UBSENSOR (Urban Security Nanostructured Sensor), riguardante il rilevamento tracce di esplosivi mediante nanotecnologie;
- il progetto ICEA (Identification Colours of Explosives & blasting Accessories) che comprende l'identificazione dei colori degli esplosivi e degli accessori correlati.

## Decalogo dell'esplosivista e motto dell'IRE
Tutte le attività dell'istituto seguono i principi fondamentali dettati dal presidente Danilo Coppe, definiti come comandamenti dell'esplosivista:
1. Non uccidere
2. Non ucciderti
3. Non fare danni
4. Rispetta le leggi
5. Ottieni il risultato progettato
6. Cerca sempre la superficie libera
7. Ricorda che l'esplosivo rompe dove lo metti
8. Non sprecare soldi
9. Segnala i difetti degli esplosivi
10. Non essere geloso della tua arte

che non possa essere risolto 

da un'adeguata carica di esplosivo.»
(Danilo Coppe, Motto dell'Istituto Ricerche Esplosivistiche)

## Curiosità
- Il museo dell'Istituto Ricerche Esplosivistiche è gemellato con altri due musei, dei quali espone i fatti più interessanti: il primo è il Museo del Dinamitificio Nobel di Avigliana, in provincia di Torino, edificio ricavato dalla ex fabbrica fondata e diretta da Alfred Nobel. I camminamenti fra un reparto e l’altro erano stati studiati, in caso di esplosione accidentale, per non far esplodere “per simpatia”[13] gli altri reparti, che sono privi di spigoli vivi così che le onde di sovrappressione confluissero nelle direzioni volute. Il secondo museo gemellato con l'IRE è il Museo della Polvere da Sparo e del Contrabbando di Chitignano, provincia di Arezzo, che è un museo naturalistico che consiste in un percorso nel cuore del Casentino in cui si possono osservare i sentieri dell’antico contrabbando di tabacco e polvere da sparo, costellati da postazioni improvvisate per la fabbricazione di polvere da sparo mediante la macinazione dei componenti sfruttando occasionali corsi d’acqua.
- Il museo è permeato di richiami al lavoro di Alfred Nobel, conosciuto per aver flemmatizzato nel 1867 la nitroglicerina, inventata dal piemontese Ascanio Sobrero, trasformandola nella dinamite, che in poco tempo divenne l'esplosivo più diffuso nel mondo.
- Sono presenti le più importanti opere librarie originali di Ascanio Sobrero, compreso il suo libro Chimica applicata, diviso in 4 volumi scritti in 3 periodi diversi, da cui si può vedere lo scrupolo dell'autore nell'illustrare i colori delle reazioni chimiche: non essendo ancora possibile la stampa a colori, Sobrero applicava frammenti di carta colorata a mano su ogni singola copia pubblicata.
- Nel Museo è conservato un campione del fungo Fomes Fomentarius, detto anche Fungo innesco, presente nella bisaccia della mummia Oetzi. Il fungo seccato e macinato rendeva possibile l'accensione rapida del fuoco; in tempi successivi gli fu aggiunto il salnitro (nitrato di potassio) per una maggiore efficienza, e può essere quindi considerato il primo precursore della polvere nera.
- Nel Museo è presente un esemplare di Coleottero bombardiere (Brachinus Crepitans), che ha la particolarità di secernere una sostanza che a contatto con l'aria esplode per disorientare i predatori.
- Nel settore dell'esplosivistica forense si può osservare la ricostruzione di una bomba ad orologeria che potrebbe essere stata utilizzata nel 1861 per affondare il piroscafo Ercole con a bordo Ippolito Nievo e la contabilità della Spedizione dei Mille. Per capire il sistema che avrebbe permesso di far deflagrare una carica esplosiva temporizzata in un'epoca senza timer, il presidente dell'IRE Danilo Coppe ha studiato le tecniche di temporizzazione utilizzate dai contadini che escogitavano sistemi per nutrire gli animali in loro assenza: veniva praticato un piccolo foro in un sistema di contrappesi e contenitori d'acqua, così che l'acqua si esaurisse in un tempo prestabilito, creando movimenti di carrucole. Altri sistemi in voga nell'epoca, spesso utilizzati dagli anarchici, prevedevano l'impiego di fagioli che se bagnati aumentavano gradualmente di volume e di peso generando meccanismi particolari. Il progetto è stato commissionato all'IRE dal programma della Rai La storia siamo noi, diretta da Giovanni Minoli.
- È possibile osservare la testata di un motore di trattore agricolo che si accendeva mediante l'esplosione di un particolare petardo.
- Sono presenti estintori esplosivi risalenti come brevetto al 1878, chiamati Granata Hayward.
- È presente una raccolta di parafulmini trovati sulla cima di ciminiere abbattute con l'esplosivo..
- Nel percorso espositivo si incontrano manichini vestiti con le divise che rappresentano le diverse categorie professionali che utilizzano gli esplosivi: il vecchio minatore e il moderno esplosivista, i componenti del Nucleo operativo centrale di sicurezza (chiamati giornalisticamente "teste di cuoio") che utilizzano esplosivi per accedere a luoghi con ostaggi da non ferire, lo sminatore militare con apposito metal detector, l'artificiere anti-sabotaggio, l'investigatore esplosivista, la pilota di caccia sul sedile eiettabile Martin-Baker e altri affini.
- Sul muro dell'ambiente sull'esplosivistica civile sono presenti pannelli nei quali sono incollate le carte intestate di tutte le fabbriche di esplosivi in Italia dal 1780 al 1959, anni in cui finì la libera circolazione degli esplosivi, fino ad allora considerati strumenti di lavoro. Ulteriori pannelli mostrano come negli stessi anni tutte le attività commerciali vendessero anche esplosivi, per cui si notano ricevute e pubblicità di cartolerie, pasticcerie, tabaccherie e persino negozi di cristalli che vendevano esplosivi.
- Il film di Robert Arthur che presenta John Wayne nei panni di Paul "Red" Adair, è stato una delle fonti di ispirazione per il fondatore dell'IRE.